# Abaye
Pour les articles homonymes, voir Abaye (Burkina Faso).
Abaye (judéo-araméen : אַבַּיֵּי « petit père »), ou Nahmani ben Kaylil, est l’un des docteurs du Talmud babylonien les plus éminents de la quatrième génération. Directeur de l’académie talmudique de Poumbedita, disciple de Rav Yossef et Rabba, rival académique de Rava, il marque profondément de son empreinte le Talmud, développant de longues discussions sur de grands et moins grands détails.

## Éléments biographiques
Nahmani ben Kaylil, naît vers 278 EC. Par son père, il descend du prêtre Éli dont les fils, maudits pour avoir profané le Nom divin, meurent ainsi que leurs descendants avant leur temps. Son père meurt avant sa naissance et sa mère ne survit pas à l’accouchement. L’orphelin est recueilli, élevé et éduqué par son oncle Rabba bar Nahmani, directeur académique de Poumbedita. Abaye est également pris en charge par une mère adoptive, qui met tout en œuvre pour qu'il puisse étudier la torah dans les meilleures conditions, et lui transmet de nombreuses recettes et conseils diététiques.
Au sujet de son véritable nom, les avis divergent ; dans la grande majorité des cas le talmud l'appelle Abaye, alors que dans d'autres textes, il est également appelé Nahmani, Notamment par Rava, son compagnon d’étude, qui l'interpelle uniquement sous ce nom là.
Rashbam, Ran, et Rachi, pensent que son véritable nom était Abaye mais il est parfois appelé Nahmani en l'honneur de son père adoptif Rabba bar Nahmani. 
Certains pensent toutefois que Nahmani était son nom de naissance, mais Rabba, son père adoptif, ne pouvant se résoudre à appeler l’enfant comme son propre père, lui donne le surnom Abaye, qui signifie selon l’explication la plus courante « petit père » ou serait l’acronyme d’Asher bekha yerou'ham yatom (אֲשֶׁר-בְּךָ יְרֻחַם יָתוֹם « Car c’est par toi que l’orphelin est pris en pitié » - Osée 14:4)
S’affairant tant à la Torah qu’aux bonnes œuvres, Abaye parvient à l’âge relativement avancé pour sa famille de 60 ans. Sa vie est laborieuse et à l’image de Rabbi Yehoshoua, il charme par sa sagesse les gens que sa laideur repousse, étudiant la Torah au terme de journées harassantes de labeur sur des terres ingrates. De sa première épouse, le Talmud n’a pas retenu le nom. Sa seconde épouse est Homa, l’arrière-petite-fille de Rav Yehouda. Comme ses deux précédents maris étaient morts, ce mariage donne lieu à un débat rabbinique sur le moment où une femme est considérée comme « fatale » pour ses époux. Se fondant sur l’opinion de Rav Yitzhak bar Yossef, qui estime que trois maris doivent mourir avant qu’on ne soupçonne la femme, Abaye l’épouse et meurt à son tour (T.B. Yebamot 64b), vers 339.

## Son enseignement
Il fit ses études auprès de son oncle et de Rav Yossef bar Hama à la Yechiva de Pumbedita, et devint rapidement maître tant dans l'étude que dans l'enseignement de la Torah. Il y fit aussi la connaissance de Rava, qui, selon une vieille habitude des Sages d'Israël devint son plus farouche contradicteur en même temps que son plus cher ami.
Les "disputes" entre Abaye et Rava (Havayot de Abaye veRava) sont devenues le prototype des joutes dialectiques tant sur des grands problèmes que sur des détails, et sont tellement importantes pour la connaissance talmudique qu'un autre anachronisme relaté dans Soukka 28a nous apprend que Rabban Yoḥanan ben Zakkaï, disciple d'Hillel et fondateur de l'école de Yavné, connaissait toute la Halakha "jusqu'aux débats d'Abaye et Rava".

Bien qu'Abaye détienne une indéniable maîtrise dans l'analyse dialectique des sentences halakhiques, Rava le surpassa et les opinions de Rava l'emportèrent sur celles d'Abaye sauf en six exceptions, que le talmud énonce par un moyen mnémotechnique par l'acronyme Ya'al Kagam (יע"ל קג"ם ).
Après le décès de Rav Yosseph, Abaye, lui succède et devient directeur de la Yeshiva de Pumbedita, qu'il dirige jusqu’à sa mort, treize ans plus tard. 
Il n'était jamais aussi heureux que lorsqu'un de ses disciples complétait l'étude d'un traité mishnaïque. En ces occasions, il organisait un grand festin, bien que ses moyens fussent réduits et que le vin n'apparaisse jamais sur la table (Traité Shabbat 118b).
Il défendit le livre de l'Ecclésiaste contre son maître Yossef bar Hama (l'Ecclésiaste n'ayant donc pas encore été inclus dans le canon biblique à cette époque). En citant nombre de passages extraits du livre, il montra qu'il ne s'agissait pas d'un livre hérétique et fit même admettre à son maître que ces citations pourraient avantageusement servir à des visées homilétiques (Traité Sanhédrin 100b). Par la suite, l'Ecclésiaste est devenue la lecture privilégiée à Souccot.